# Margita von Rochow
Margita von Rochow (* 1921; † 1974 in Lausanne) war eine Botanikerin, Palynologin und Pflanzensoziologin.

## Leben
1942 machte Margita von Rochow zusammen mit Reinhold Tüxen eine Vegetationskartierung des Gebietes in der Nähe von Auschwitz.
Ob sie und Tüxen über den Zweck dieser Kartierung Bescheid wussten, ist nicht bekannt.
Am 29. Juni 1948 promovierte Margita von Rochow mit ihrer Arbeit Die Vegetation des Kaiserstuhls: Pflanzensoziolog. Gebietsmonographie mit e. Kt. d. Pflanzengesellschaften im Massstab 1:25 000 an der Naturwissenschaftlich-Mathematischen Fakultät der Albert-Ludwigs-Universität Freiburg.
Margita von Rochow war von 1948 bis 1956 wissenschaftliche Mitarbeiterin am geobotanischen Institut der Georg-August-Universität Göttingen.
1957 heiratete sie Pierre Villaret, der zu dieser Zeit noch außerordentlicher Professor in Lausanne war (ab 1966 Direktor des Institutes für botanische Systematik, ab 1972 ordentlicher Professor).
Nach ihrer Heirat nannte sie sich Margita Villaret-von Rochow.
Sie zog nach ihrer Heirat nach Lausanne und bekam zwei Kinder (1958 und 1960).
Von 1957 bis zu ihrem Tod 1974 war sie wissenschaftliche Mitarbeiterin des Geobotanischen Instituts Rübel der ETH Zürich in Lausanne.
Unter anderem arbeitete sie mit Werner Lüdi bei der experimentellen Ökosystemforschung auf der Schynigen Platte im Berner Oberland zusammen.
Sie hatte in Lausanne eine Professur inne.

## Werke (Auswahl)
- Die Vegetation des Kaiserstuhls: Pflanzensoziolog. Gebietsmonographie mit e. Kt. d. Pflanzengesellschaften im Massstab 1:25 000, Verlag: Göttingen, 1948, Freiburg, Naturwiss.-math. F., Diss. v. 29. Juni 1948
- Die Pflanzengesellschaften des Kaiserstuhls : Arbeit aus d. Zentralstelle für Vegetationskartierung Stolzenau, Jena: G. Fischer, 1951
- Wurzeluntersuchung an subalpinen Grasnarben, in Bericht über das Geobotanische Forschungsinstitut Rübel in Zürich, Berichthaus Zürich, 1955, DOI: 10.5169/seals-377556
- Altersbestimmung eines Torfes aus dem Untergrund des Löwenplatzes in Luzern, in Bericht über das Geobotanische Forschungsinstitut Rübel in Zürich, Berichthaus Zürich, 1956, DOI: 10.5169/seals-377564
- Die Pflanzenreste der bronzezeitlichen Pfahlbauten von Valeggio am Mincio, in Bericht über das Geobotanische Forschungsinstitut Rübel in Zürich, Berichthaus Zürich, 1957, DOI: 10.5169/seals-377572
- Stacheln von Euryale sp. im norddeutschen Pleistozän : ein neues Interglazialfossil, in Bericht über das Geobotanische Forschungsinstitut Rübel in Zürich, Berichthaus Zürich, 1958, DOI: 10.5169/seals-308097
- Das Pollendiagramm eines Waldgrenzmoores in den Waadtländer Alpen, in Bericht über das Geobotanische Forschungsinstitut Rübel in Zürich, Berichthaus Zürich, 1958, DOI: 10.5169/seals-308033
- Ficus carica in einer bronzenzeitlichen Siedlung Oberitaliens, in Bericht über das Geobotanische Forschungsinstitut Rübel in Zürich, Berichthaus Zürich, 1958, DOI: 10.5169/seals-308098
- Vergleichende Beobachtungen an rezenten und fossilen Euryale-Samen, in Berichte des Geobotanischen Institutes der Eidg. Techn. Hochschule Stiftung Rübel, 1962, DOI: 10.5169/seals-308221
- Revision einiger Makrofossilien aus dem "Rhododendron ponticum führenden" Interglazial von Noranco, in Berichte des Geobotanischen Institutes der Eidg. Techn. Hochschule Stiftung Rübel, 1964, DOI: 10.5169/seals-377648
- Frucht- und Samenreste aus der neolithischen Station Seeberg, Burgäschisee-Süd, in Bern: Stämpfli, 1967, Sonderdruck aus: Acta Bernensia. Bd. 2. Teil 4